# Eurozja Fabris Barban
Eurozja Fabris Barban, zwana Matką Różą, właśc. wł. Eurosia Fabris Barban (ur. 27 września 1866 w Quinto Vicentino w Wenecji Euganejskiej, zm. 8 stycznia 1932 w Maroli) – włoska tercjarka franciszkańska (OFS), błogosławiona Kościoła rzymskokatolickiego.
Urodziła się w pobliżu włoskiego miasta Vicenza. Była córką Alojzego i Marii Fabris. W 1870 roku mając 4 lata przeniosła się razem z rodziną do pobliskiej wsi Torri di Quartesolo w prowincji Vicenza. W 1878 roku przystąpiła do pierwszej Komunii Świętej, potem wstąpiła do Stowarzyszenia Córek Maryi (CM). W dniu 5 maja 1886 wyszła za mąż za Carla Barbana i urodziła dziewięcioro dzieci, trzech jej synów zostało kapłanami. 31 maja 1930, po 44 latach małżeństwa, zmarł jej mąż. Wstąpiła wówczas do Trzeciego Zakonu Franciszkańskiego.
Zmarła mając 65 lat w opinii świętości.
Została beatyfikowana przez papieża Benedykta XVI w dniu 6 listopada 2005 roku.